# Finnischer Grenzschutz

Emblem des finnischen Grenzschutzes

Der finnische Grenzschutz (finnisch: Rajavartiolaitos, schwedisch: Gränsbevakningsväsendet) ist die finnische Sicherheitsbehörde für die Sicherung der Außengrenzen. Sie ist eine verwaltungstechnisch dem Innenministerium untergeordnete militärische Organisation. Außerdem ist sie dem Präsidenten Finnlands in dessen Rolle als Oberbefehlshaber untergeordnet.
Der Finnische Grenzschutz umfasst 3.800 Mann, inklusive 500 Wehrpflichtigen, die im Frieden nicht zur Kontrolle der Grenzen eingesetzt werden. Im Falle einer Mobilisierung würde der Grenzschutz ganz oder teilweise in die Streitkräfte Finnlands integriert werden. Durch die Heranziehung von Reservisten würde er in diesem Fall auf rund 23.000 Mann anwachsen. Geleitet wird der finnische Grenzschutz von Pasi Kostamovaara.
Separat vom finnischen Grenzschutz existiert eine eigene finnische Zollbehörde; Migrationsfragen werden von der finnischen Nationalpolizei und der finnischen Einwanderungsbehörde abgewickelt. Die Zusammenarbeit zwischen Polizei, Zoll und Grenzschutz gilt als gut und ermöglicht es den Behörden, bei Bedarf schnelle Amtshilfe.

## Aufgaben

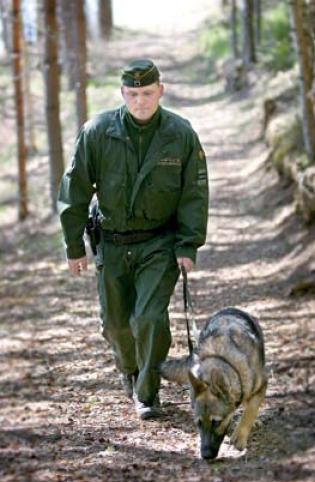
Grenzschützer auf Patrouille

Hauptaufgaben des Grenzschutzes ist die Bewachung der Grenzen Finnlands zu Land und zu Wasser, sowie die Passkontrolle an Häfen, Flughäfen und Grenzübergängen. Außerdem zählen im Frieden Rettungseinsätze (SAR) an Land wie auf See zu seinen Aufgaben. Des Weiteren ermittelt der Grenzschutz bei Verbrechen, welche die Grenzsicherheit betreffen. Außerdem übernimmt er an kleinen Grenzübergängen auch die Aufgaben der Zollbehörde. 
Als militärischer Verband bildet der Grenzschutz Rekruten für den Kriegsdienst aus. Im Kriegsfall sind dem Grenzschutz Langstreckenpatrouillen zugedacht.
Für die Erfüllung seiner Aufgaben besitzt der Grenzschutz begrenzte Polizeigewalt. So können Grenzschützer Personen verhaften und Durchsuchungen durchführen. Allerdings ist das Recht auf Verhaftung kommandierenden Offizieren einer Einheit oder deren Stellvertretern vorbehalten. Die Aufgabe des Grenzschutz ist ausdrücklich nicht die Aufrechterhaltung der öffentlichen Ordnung.

## Organisation
Der finnische Grenzschutz gliedert sich in das Hauptquartier in Helsinki, dem folgende Organisationseinheiten unterstellt sind:
- Grenzschutz- und Küstenwachen-Akademie
- zwei Küstenwachkommandos (Finnischer Meerbusen und Westfinnland)
- vier Grenzschutzkommandos (Südostfinnland, Nordkarelien, Kainuu und Lappland)
- Luftüberwachungsgruppe

## Ausrüstung

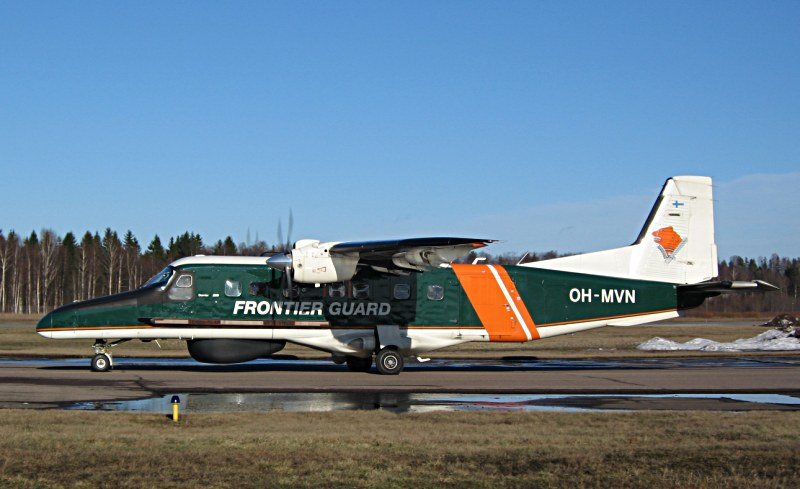
Dornier 228 deutscher Fertigung des finnischen Grenzschutzes

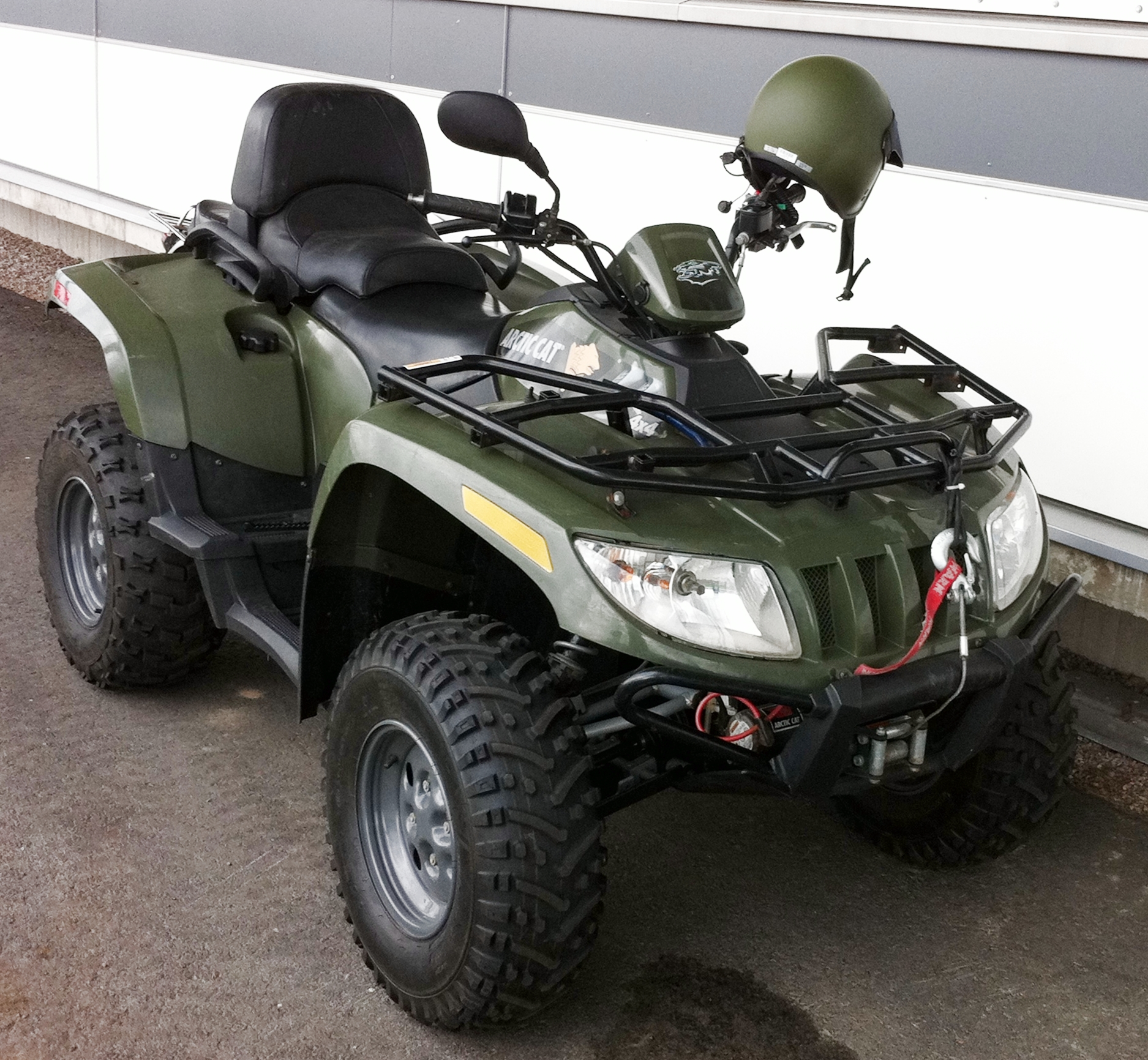
Arctic Cat ATV/Quad des finnischen Grenzschutzes

Der Grenzschutz betreibt hochseefähige Seefahrzeuge, Hovercrafts und 81 Küstenboote sowie mehrere Flugzeuge und Hubschrauber, darunter eine Reihe schwerer Airbus Super Puma. Diverse KFZ, einschließlich Quads, Schneemobilen und Kettenfahrzeugen, werden landseitig eingesetzt.
Zwei neue Challenger 650 RAPCON-X Seefernaufklärer werden die Do-228 ersetzen.

## Geschichte
Nach dem Finnischen Bürgerkrieg wurde 1919 die Aufsicht über die Grenzen des Landes an den Grenzschutz übergeben. Der Grenzschutz unterstand schon damals dem Innenministerium. Bis 1945 wurde nur die Grenze zu Russland von Grenzschutztruppen überwacht. Für die Grenzen mit Schweden und Norwegen war nur der Zoll zuständig. 1929 wurde noch eine Seewacht geschaffen um den Alkoholschmuggel, der durch die finnische Prohibitionspolitik ausgelöst worden war, einzudämmen.
Grenzschutztruppen nahmen sowohl am Winterkrieg wie auch am Fortsetzungskrieg teil. Sie spielten in den besonders in den unwegsamen Regionen Nordfinnlands eine wichtige Rolle.

### Ab 1945
Nach dem Zweiten Weltkrieg wurde der Grenzschutz an allen finnischen Außengrenzen aufgestellt. Der maritime Grenzschutz wurde ebenfalls dem Rajavartiolaitos unterstellt. 
Die Bezirksgliederungen des Grenzschutzes trainieren eine kleine Anzahl an Wehrpflichtigen für die Aufgabe von Langstreckenpatrouillen. Die Mehrheit der in diesen Einheiten Dienenden sind Freiwillige, es werden bevorzugt Einwohner der Grenzgebiete eingesetzt. Während ihrer Ausbildung nehmen diese Soldaten keine eigentlichen Grenzkontrollen wahr.